# Porkuni
Porkuni (tyska: Borkholm) är en by (estniska: küla) i Tapa kommun i landskapet Lääne-Virumaa i norra Estland. Byn ligger vid sjön Porkuni järv, cirka sju kilometer nordöst om staden Tamsalu.
I kyrkligt hänseende hör byn till Tamsalu församling inom den Estniska evangelisk-lutherska kyrkan.
Före kommunreformen 2017 hörde byn till dåvarande Tamsalu kommun.
År 1479 uppfördes en fyrsidig borg på en ö i Porkunisjön av biskopen av Tallinn. Det förstördes under livländska kriget och idag återstår endast ett torn. År 1870–1874 uppfördes Porkuni herrgård i nygotisk stil. Den 21 september 1944 i andra världskrigets slutskede stod slaget vid Porkuni där röda armén besegrade estniska styrkor allierade med Tyskland.

## Bilder

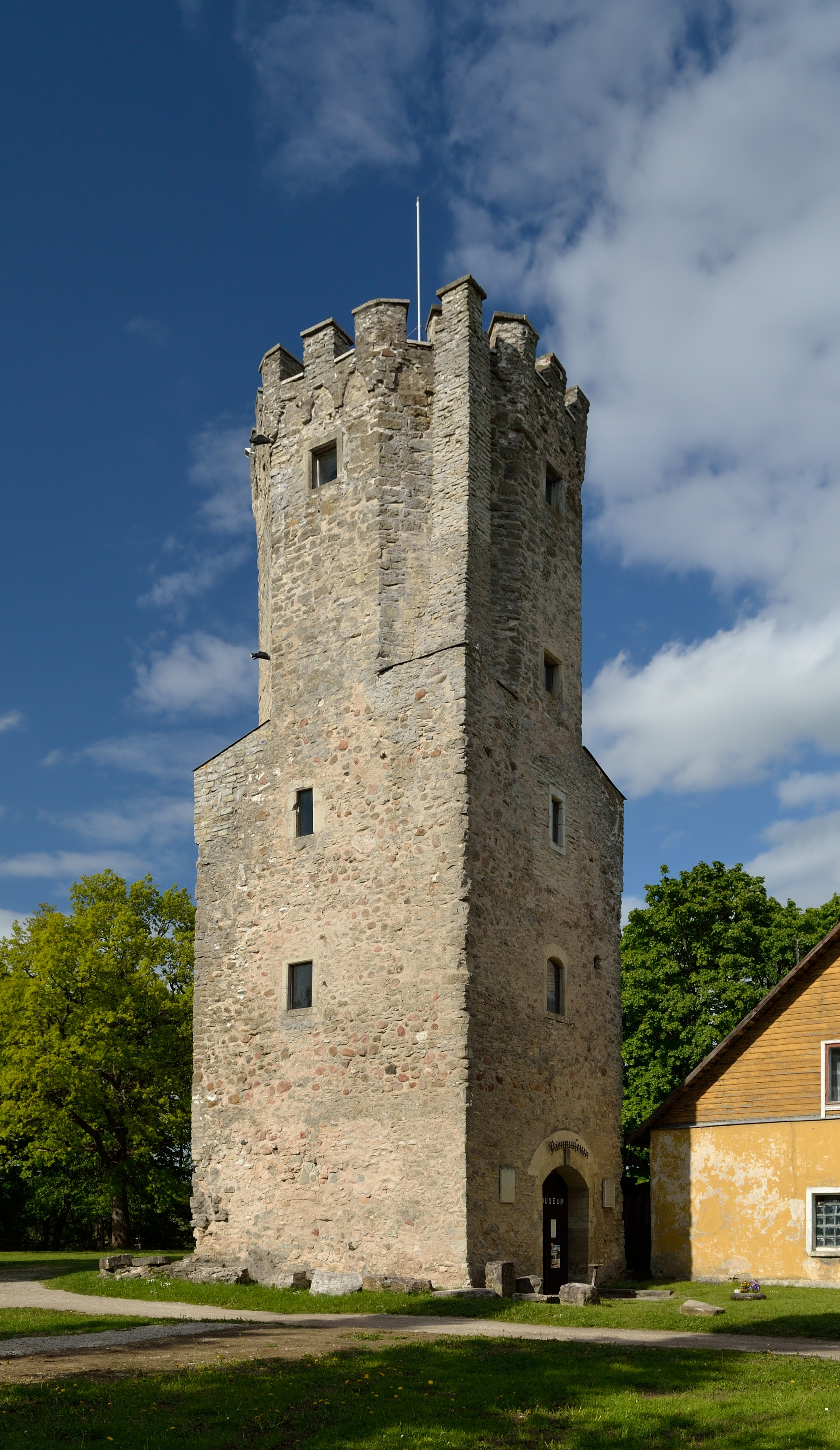
Borgen i Porkuni uppfördes 1479. Ett porthus är allt som återstår idag.
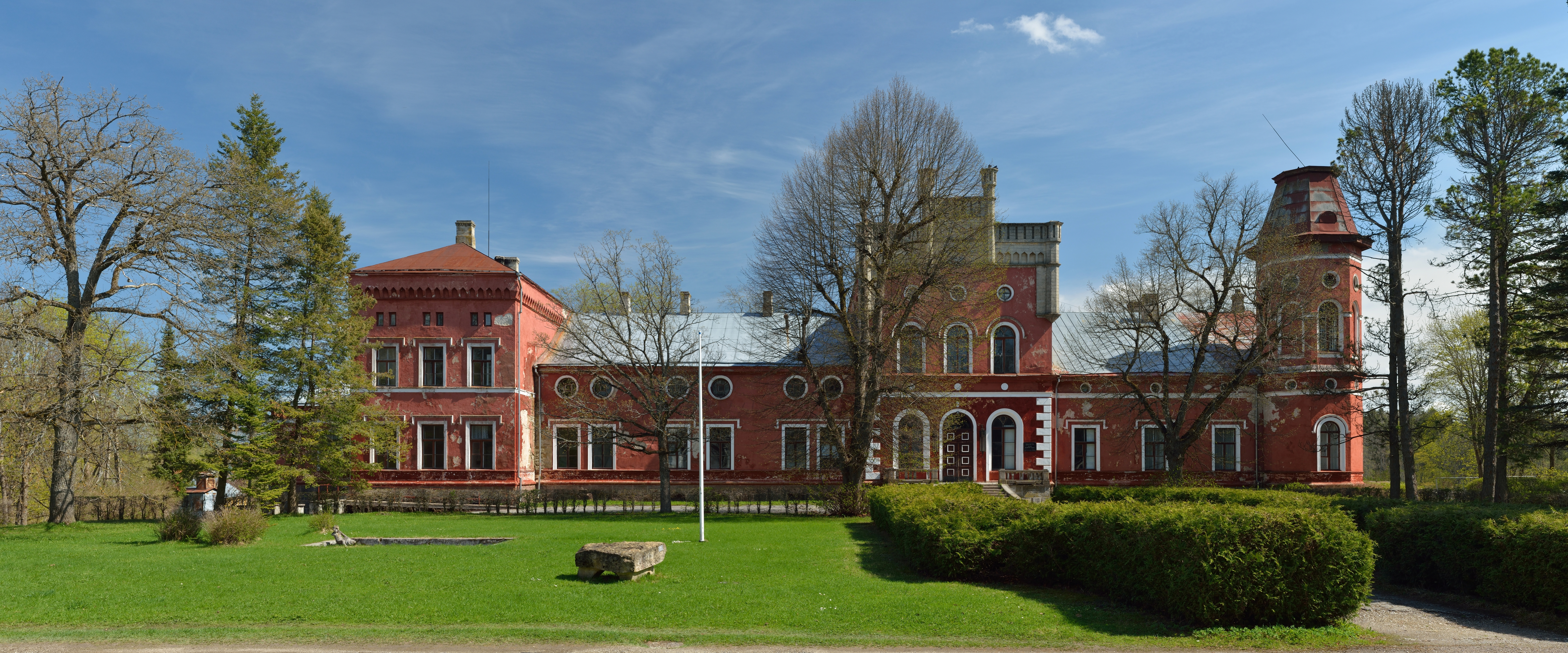
Herrgården i Porkuni.
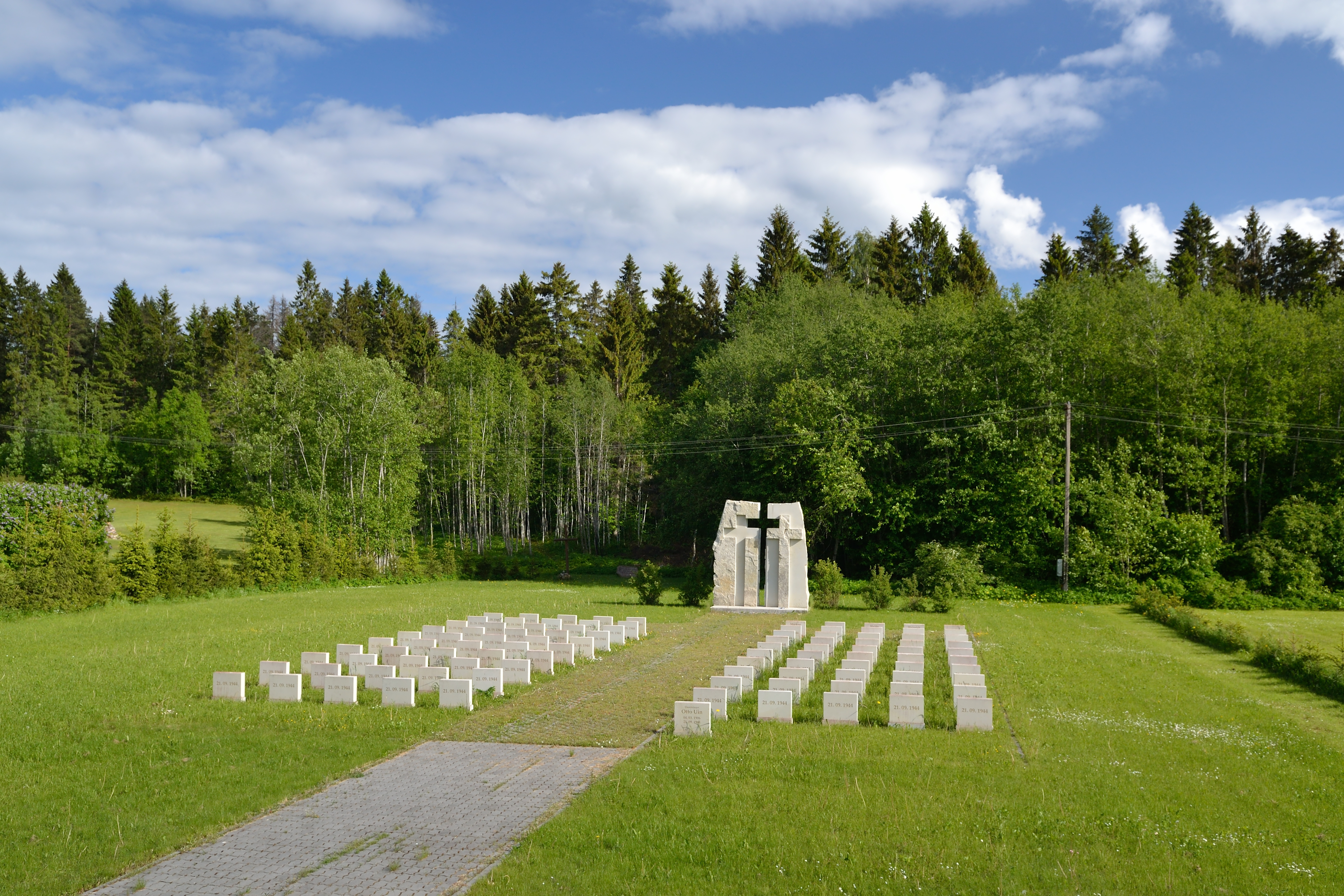
Soldatkyrkogården i Porkuni.